# Specie di Lactuca
Elenco delle 116 specie di  Lactuca:

## A
- Lactuca acanthifolia (Willd.) Boiss.
- Lactuca aculeata  Boiss.
- Lactuca alaica  Kovalevsk.
- Lactuca alpestris  (Gand.) Rech.f.
- Lactuca ambacensis  (Hiern) C.Jeffrey
- Lactuca anatolica  Behçet & Yapar
- Lactuca attenuatav Stebbins
- Lactuca azerbaijanica  Rech.f.

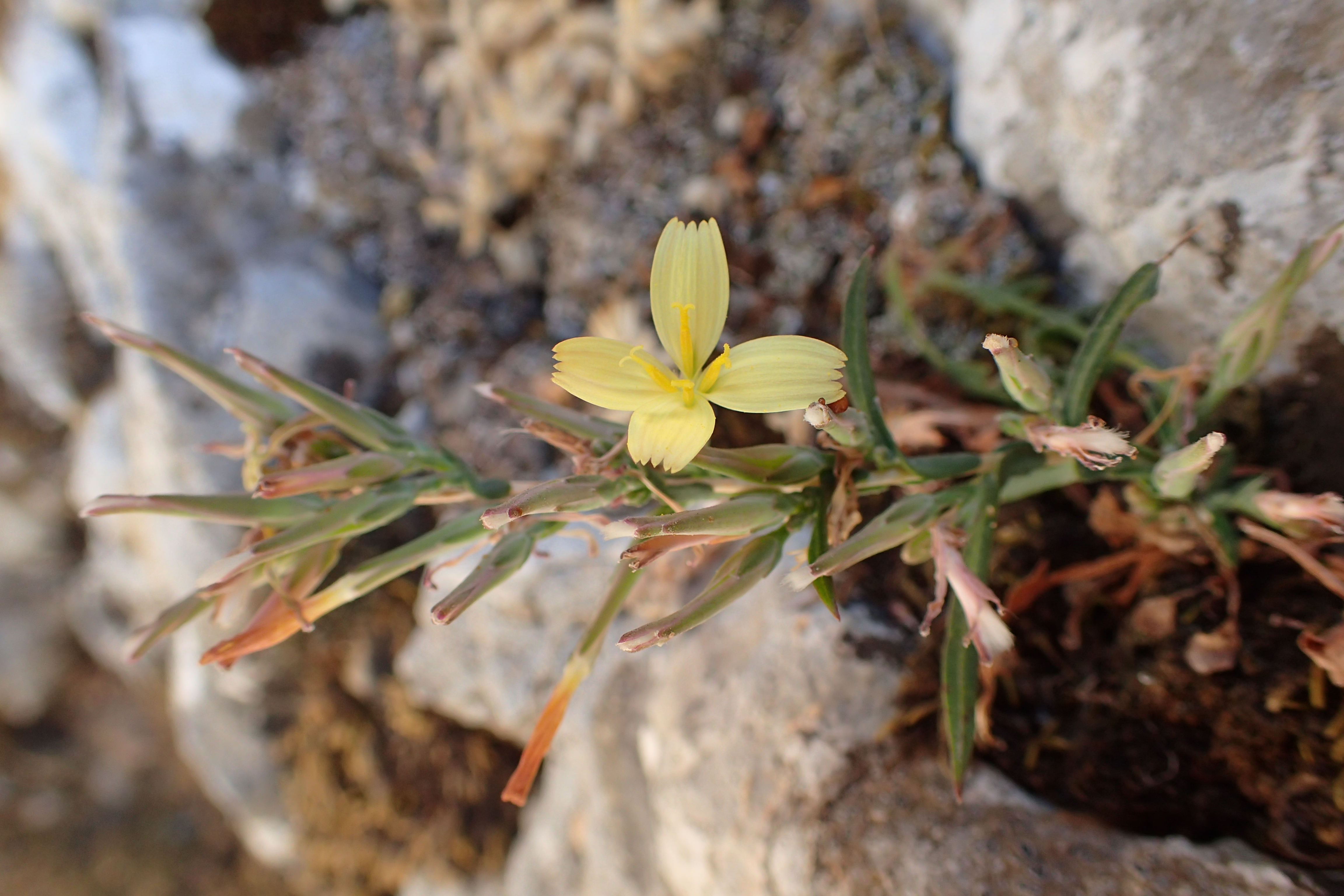
Lactuca alpestris

## B
- Lactuca bandyopadhyana  Kottaim.
- Lactuca biennis  (Moench) Fernald
- Lactuca birjandica  Mozaff.
- Lactuca brachyrrhyncha  Greenm.

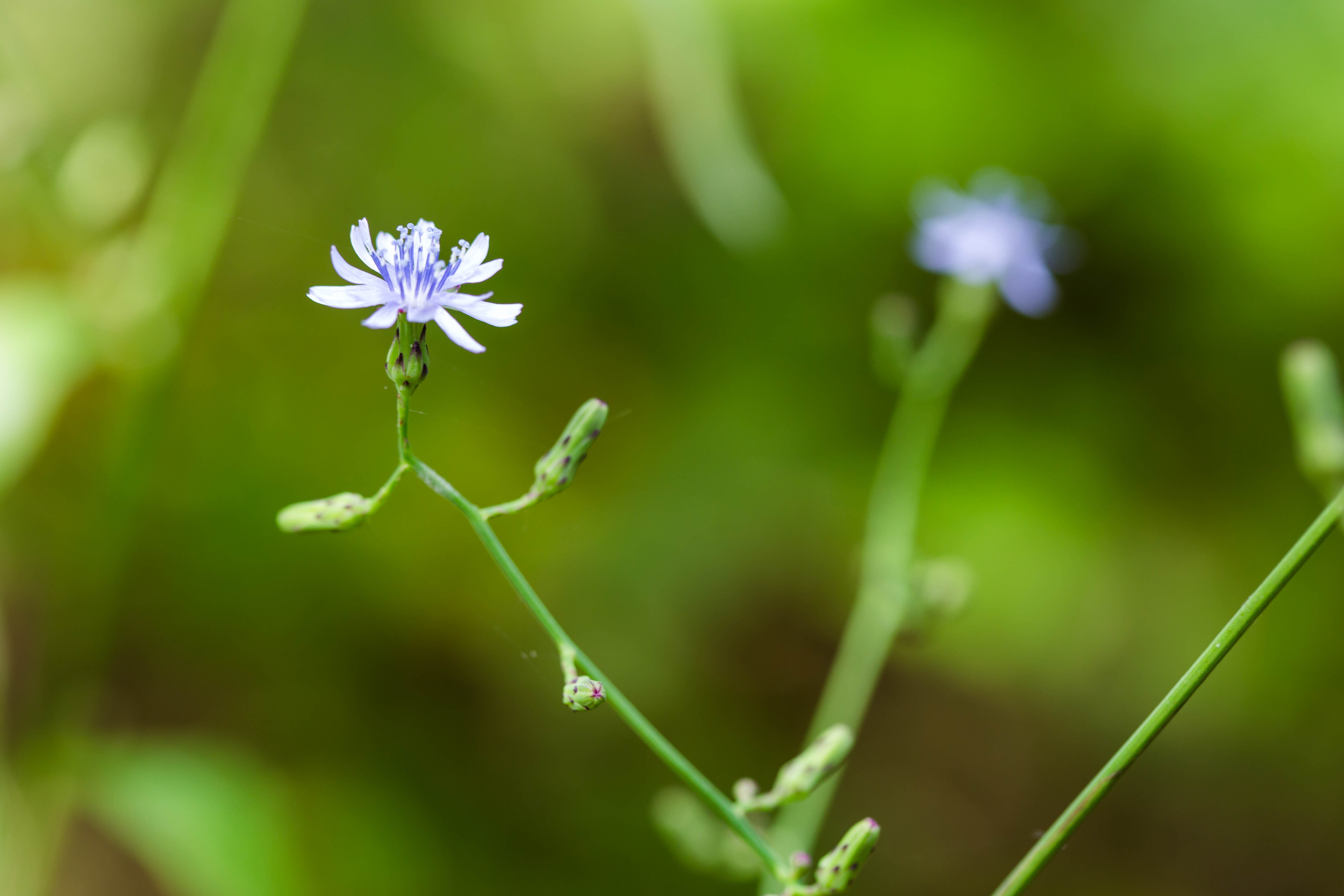
Lactuca biennis

## C
- Lactuca calophylla  C.Jeffrey
- Lactuca canadensis  L.
- Lactuca chitralensis  (Tuisl) Ghafoor, Qaiser & Roohi Bano
- Lactuca cichorioides  (Hiern) C.Jeffrey
- Lactuca corymbosa  Lawalrée
- Lactuca cubanguensis  (S.Moore) C.Jeffrey
- Lactuca cyprica  (Rech.f.) N.Kilian & Greuter
- Lactuca czerepanovii  (Kirp.) N.Kilian & Greuter

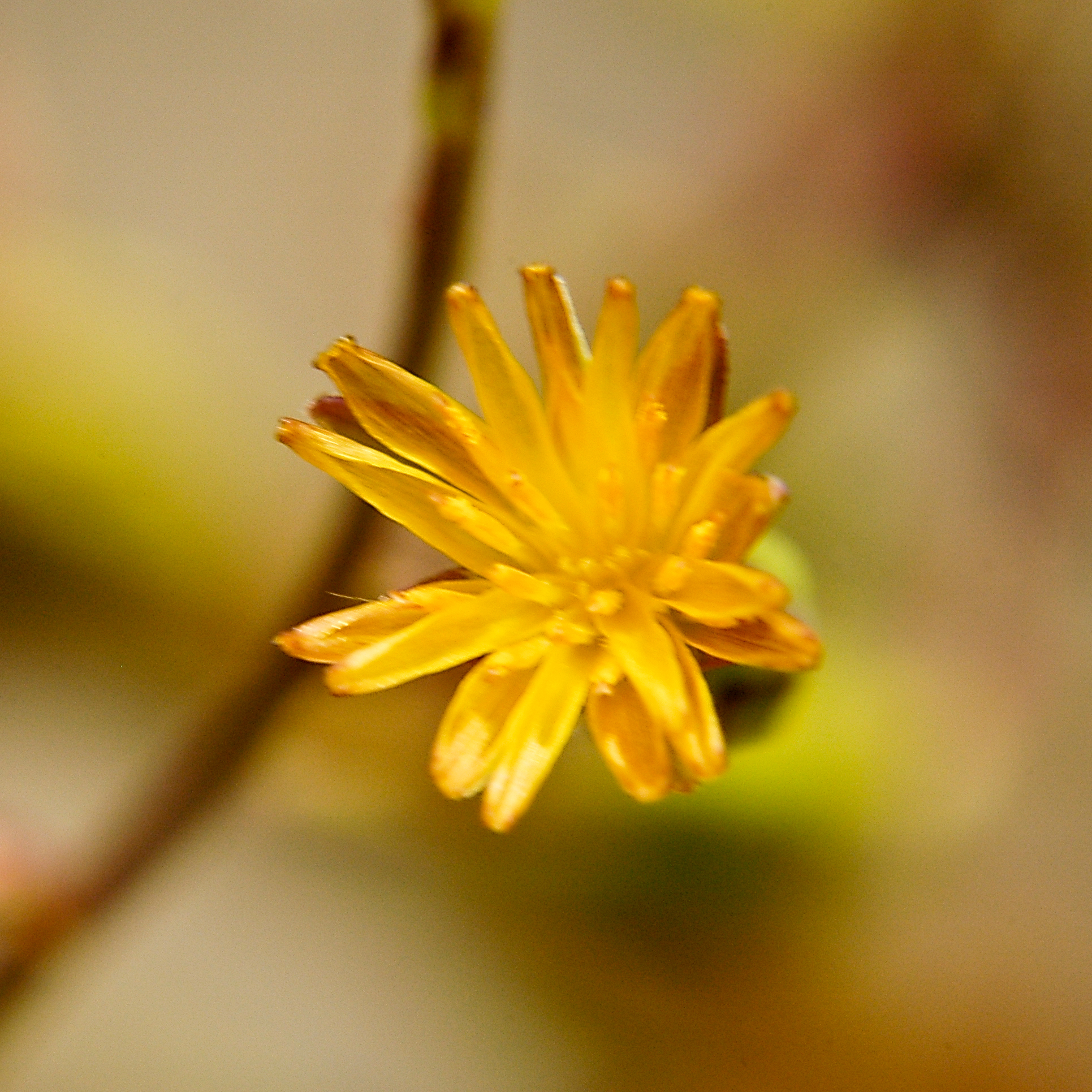
Lactuca canadensis

## D
- Lactuca denaensis  N.Kilian & Djavadi
- Lactuca × dichotoma  Simonk.
- Lactuca dissecta  D.Don
- Lactuca dolichophylla  Kitam.
- Lactuca dregeana
- Lactuca dumicola  S.Moore

## E
- Lactuca erostrata  Bano & Qaiser

## F
- Lactuca fenzlii  N.Kilian & Greuter
- Lactuca floridana  (L.) Gaertn.
- Lactuca formosana  Maxim.

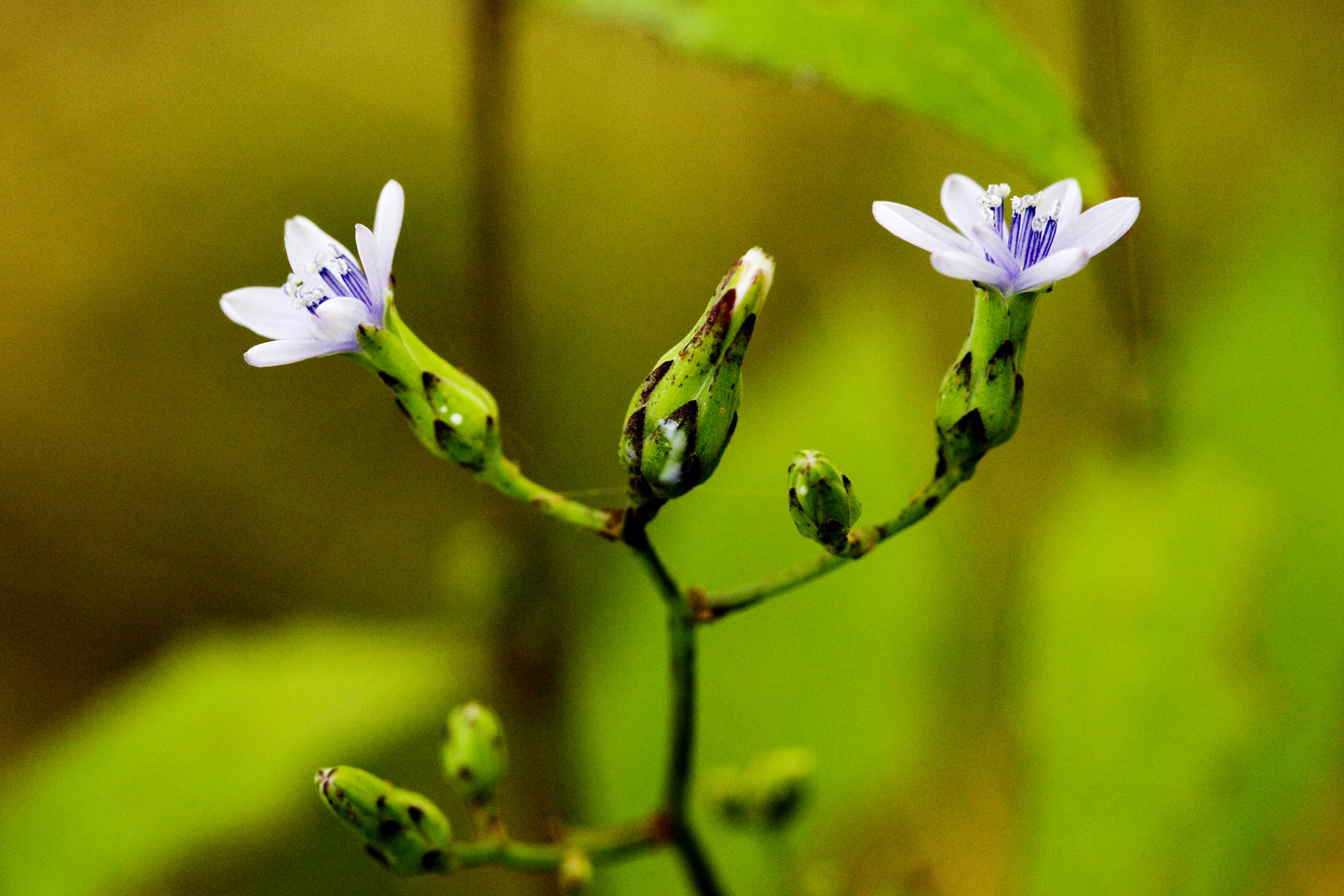
Lactuca floridana

## G
- Lactuca georgica  Grossh.
- Lactuca gilanica  Mozaff.
- Lactuca glandulifera  Hook.f.
- Lactuca glareosa  Schott & Kotschy
- Lactuca glauciifolia  Boiss.
- Lactuca gorganica  Rech.f. & Esfand.
- Lactuca gracilipetiolata  Merr.
- Lactuca graminifolia  Michx.

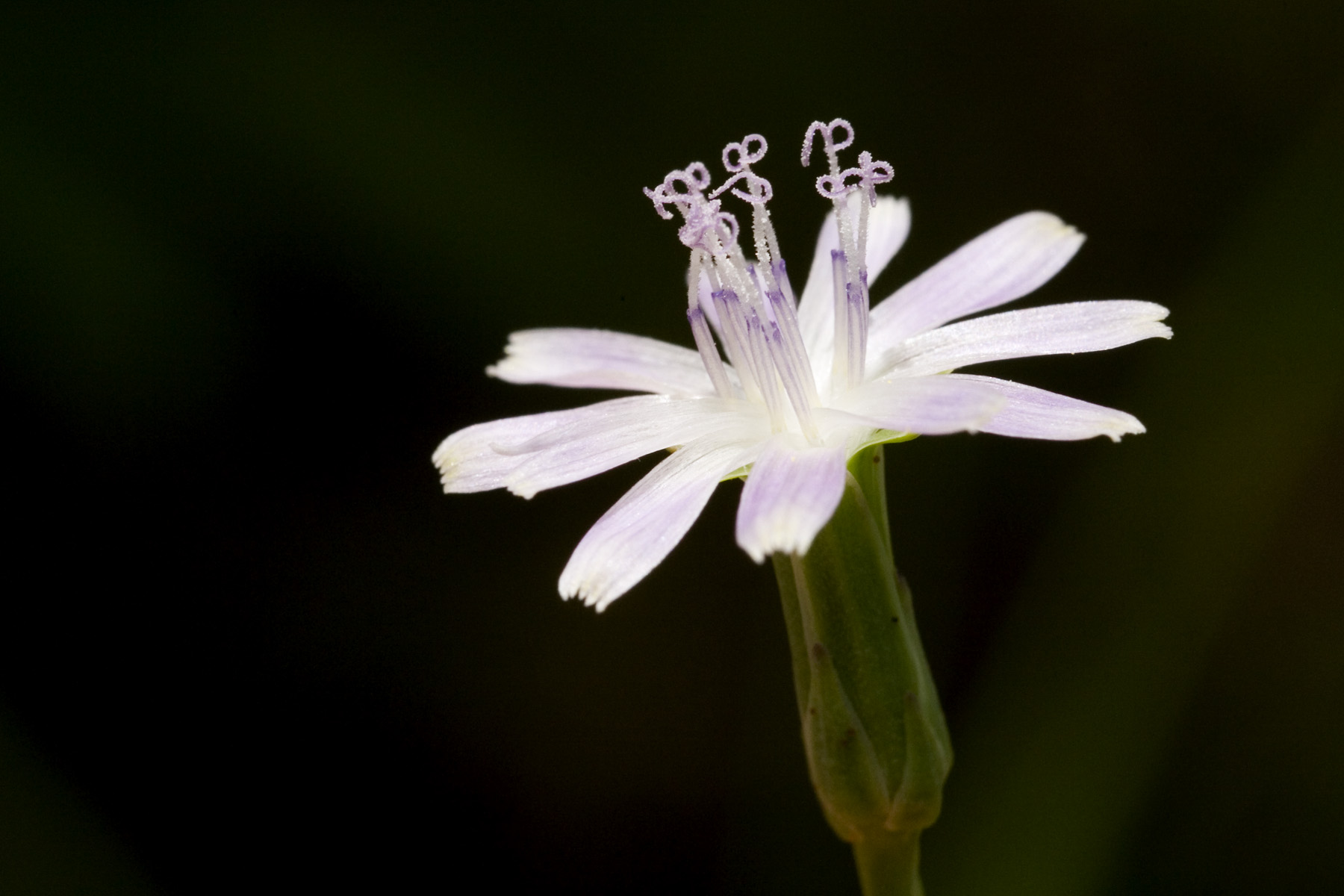
Lactuca graminifolia

## H
- Lactuca haimanniana  Asch.
- Lactuca hazaranensis  Djavadi & N.Kilian
- Lactuca hirsuta  Muhl. ex Nutt.
- Lactuca hispida  DC.
- Lactuca hispidula  B.Fedtsch.
- Lactuca homblei  De Wild.

## I
- Lactuca imbricata  Hiern
- Lactuca indica  L.
- Lactuca inermis  Forssk.
- Lactuca intricata  Boiss.

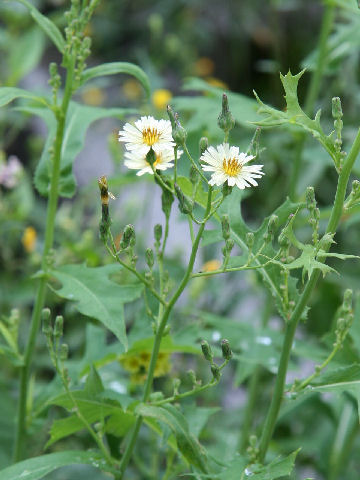
Lactuca indica
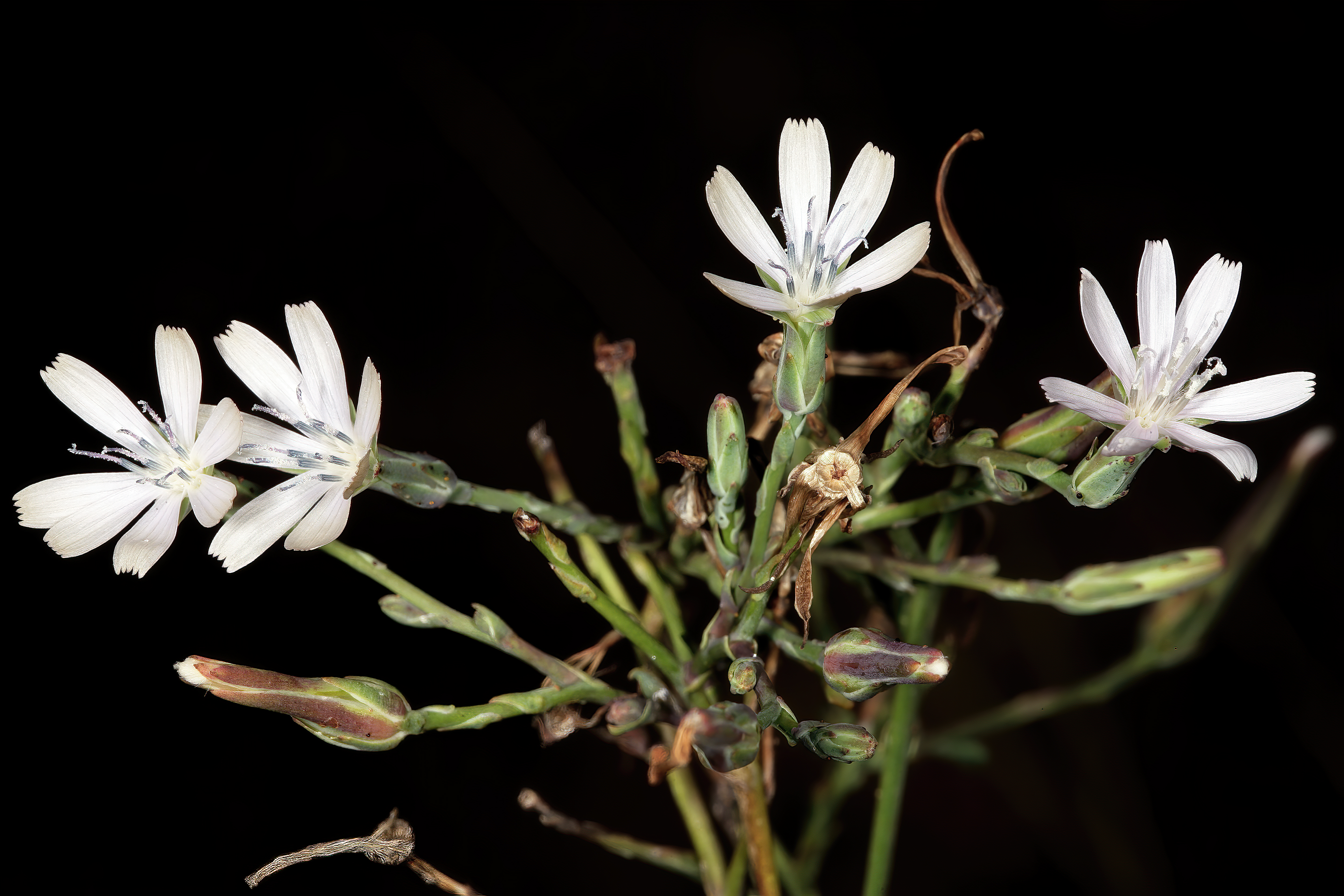
Lactuca inermis

## K
- Lactuca kanitziana  Martelli
- Lactuca kemaliya  Yild.
- Lactuca kirpicznikovii  (Grossh.) N.Kilian & Greuter
- Lactuca klossii  S.Moore
- Lactuca kochiana  Beauverd

## L
- Lactuca laevigata  DC.
- Lactuca lasiorhiza  (O.Hoffm.) C.Jeffrey
- Lactuca leucoclada  Rech.f. & Tuisl
- Lactuca longespicata  De Wild.
- Lactuca longidentata  Moris ex DC.
- Lactuca ludoviciana  (Nutt.) Riddell

## M
- Lactuca malaissei  Lawalrée
- Lactuca mansuensis  Hayata
- Lactuca marunguensis  Lawalrée
- Lactuca microcephala  DC.
- Lactuca microsperma  K.Schum.
- Lactuca morssii  B.L.Rob.
- Lactuca muralis  (L.) E.Mey.
- Lactuca mwinilungensis  G.V.Pope

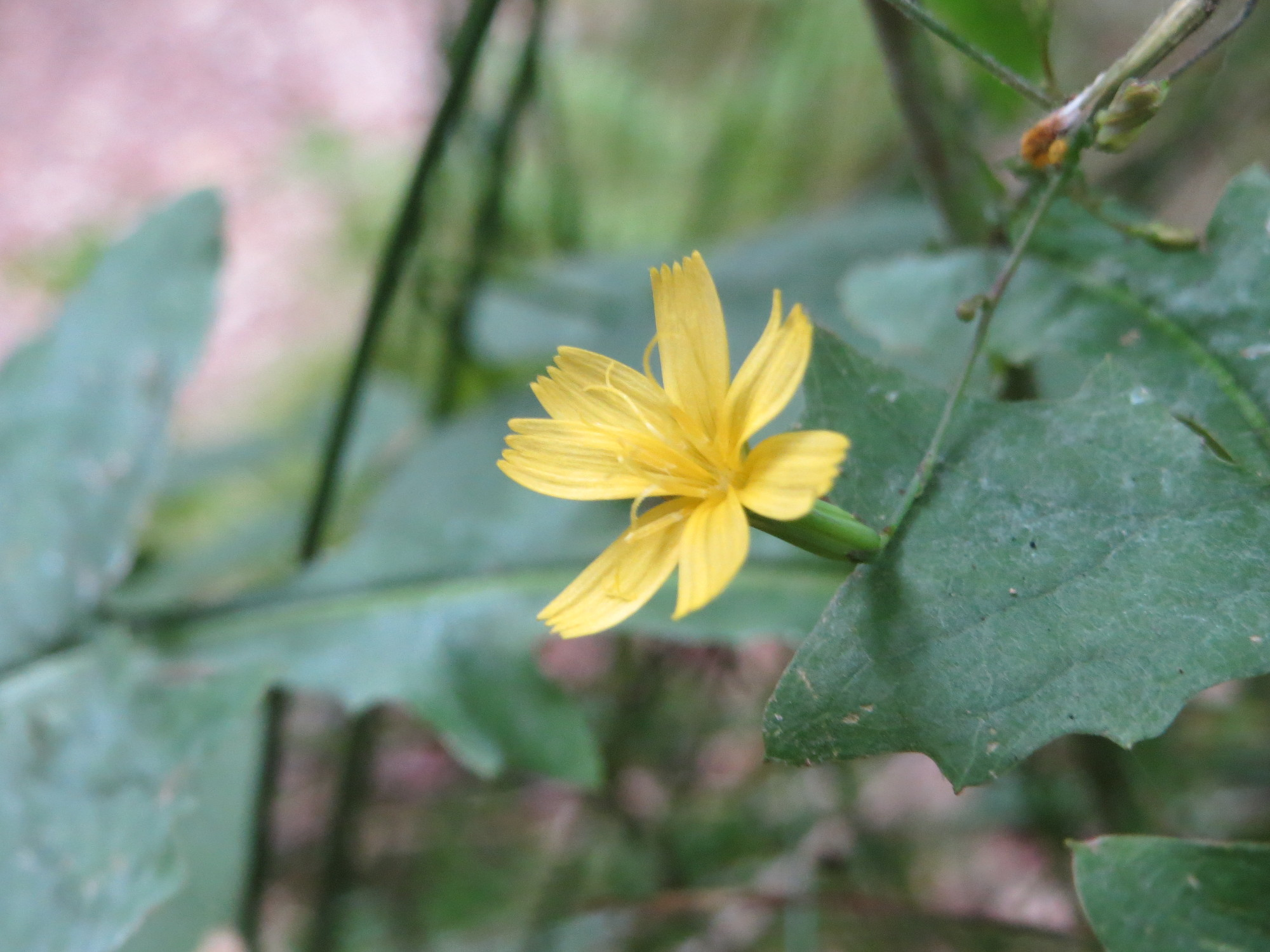
Lactuca muralis

## O
- Lactuca orientalis  (Boiss.) Boiss.
- Lactuca oyukludaghensis  (Parolly) N.Kilian & Parolly

## P
- Lactuca pakistanica  T.Akhtar & Chaudhri
- Lactuca palmensis  Bolle
- Lactuca paradoxa  Sch.Bip. ex A.Rich.
- Lactuca parishii  Craib ex Hosseus
- Lactuca perennis  L.
- Lactuca petrensis  Hiern
- Lactuca piestocarpa  (Boiss.) Sennikov
- Lactuca polyclada  Boiss.
- Lactuca praecox  R.E.Fr.
- Lactuca praevia  C.D.Adams
- Lactuca pulchella  DC.
- Lactuca pumila  Rech.f. & Tuisl

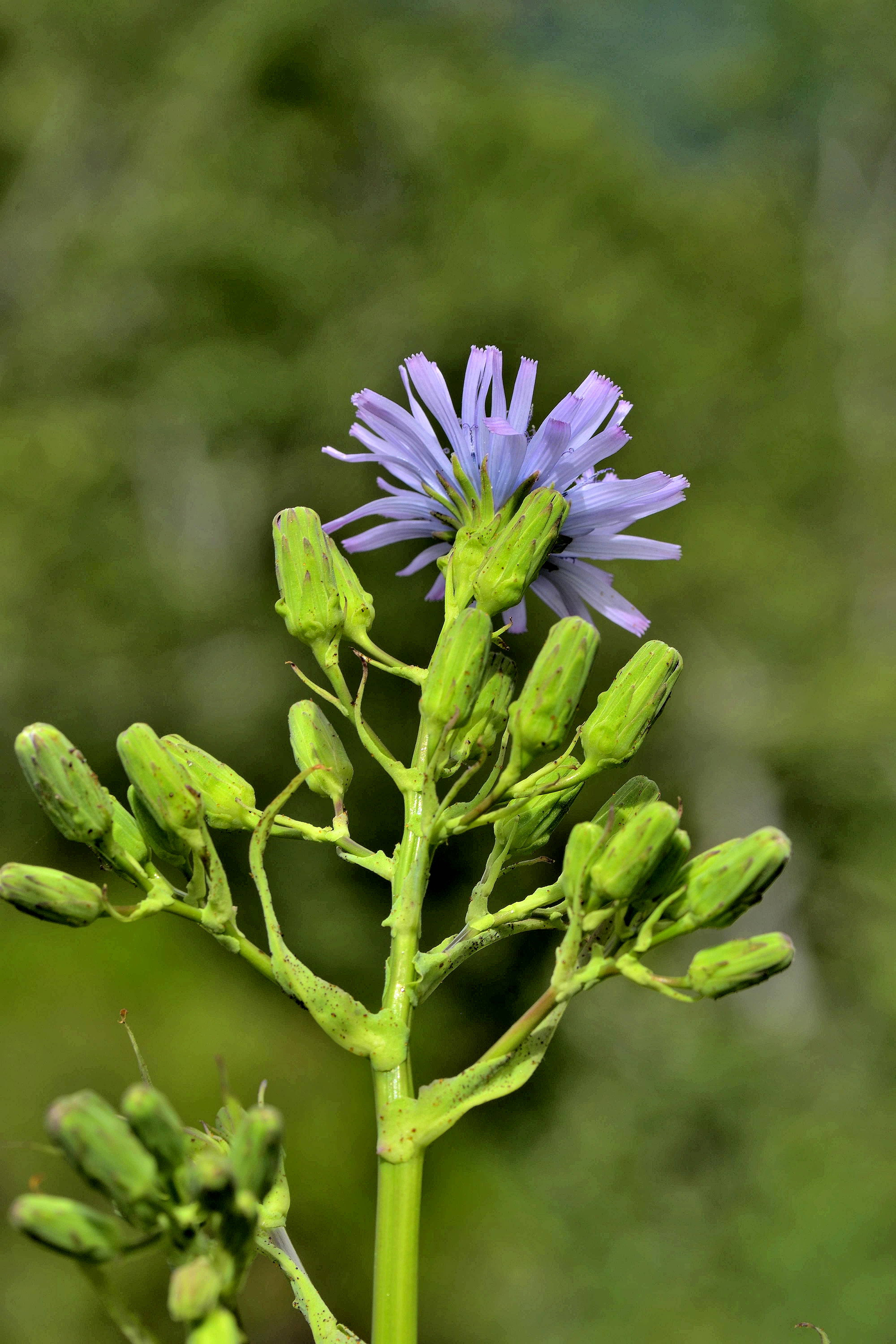
Lactuca perennis
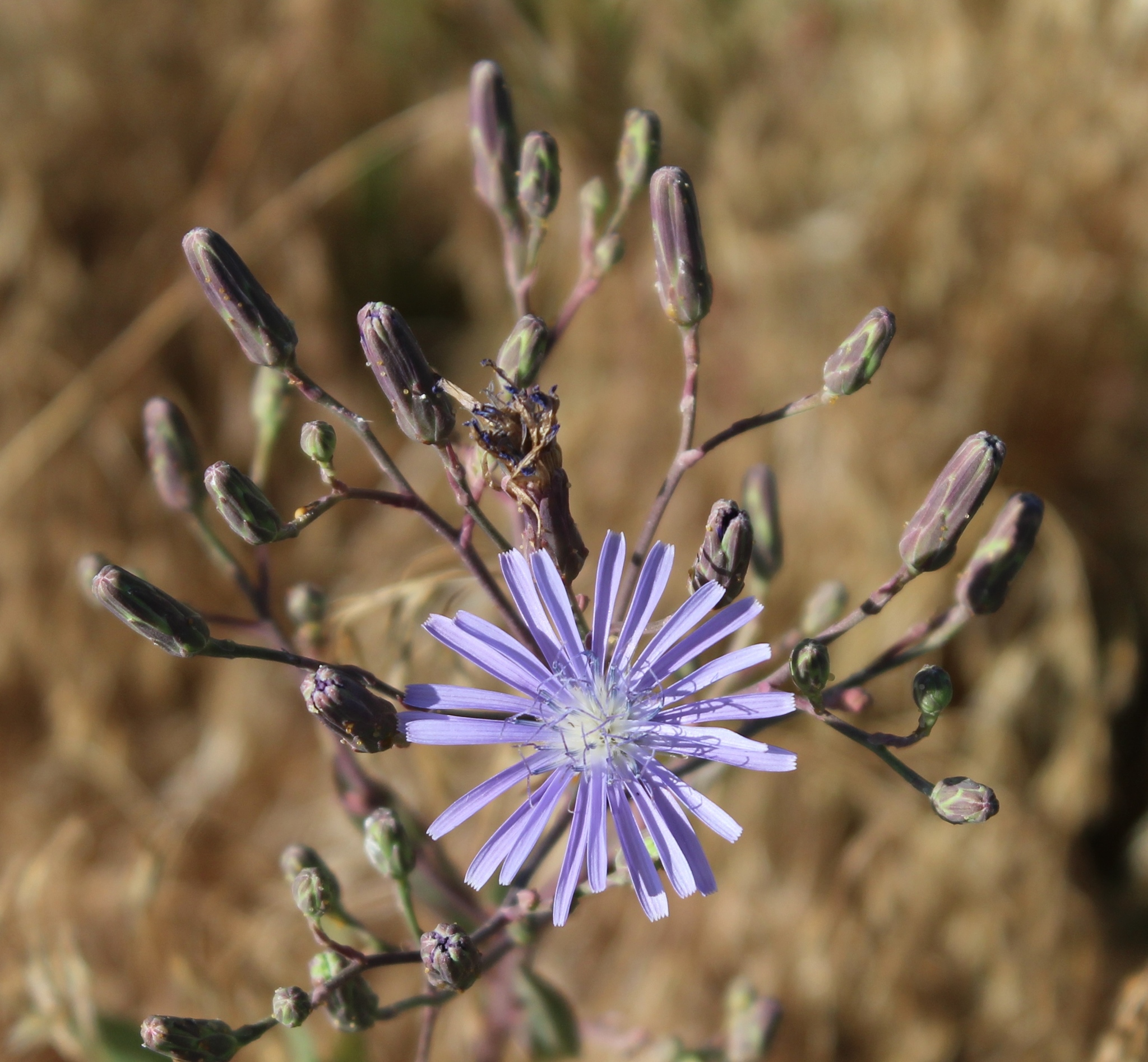
Lactuca pulchella

## Q
- Lactuca quercina  L.

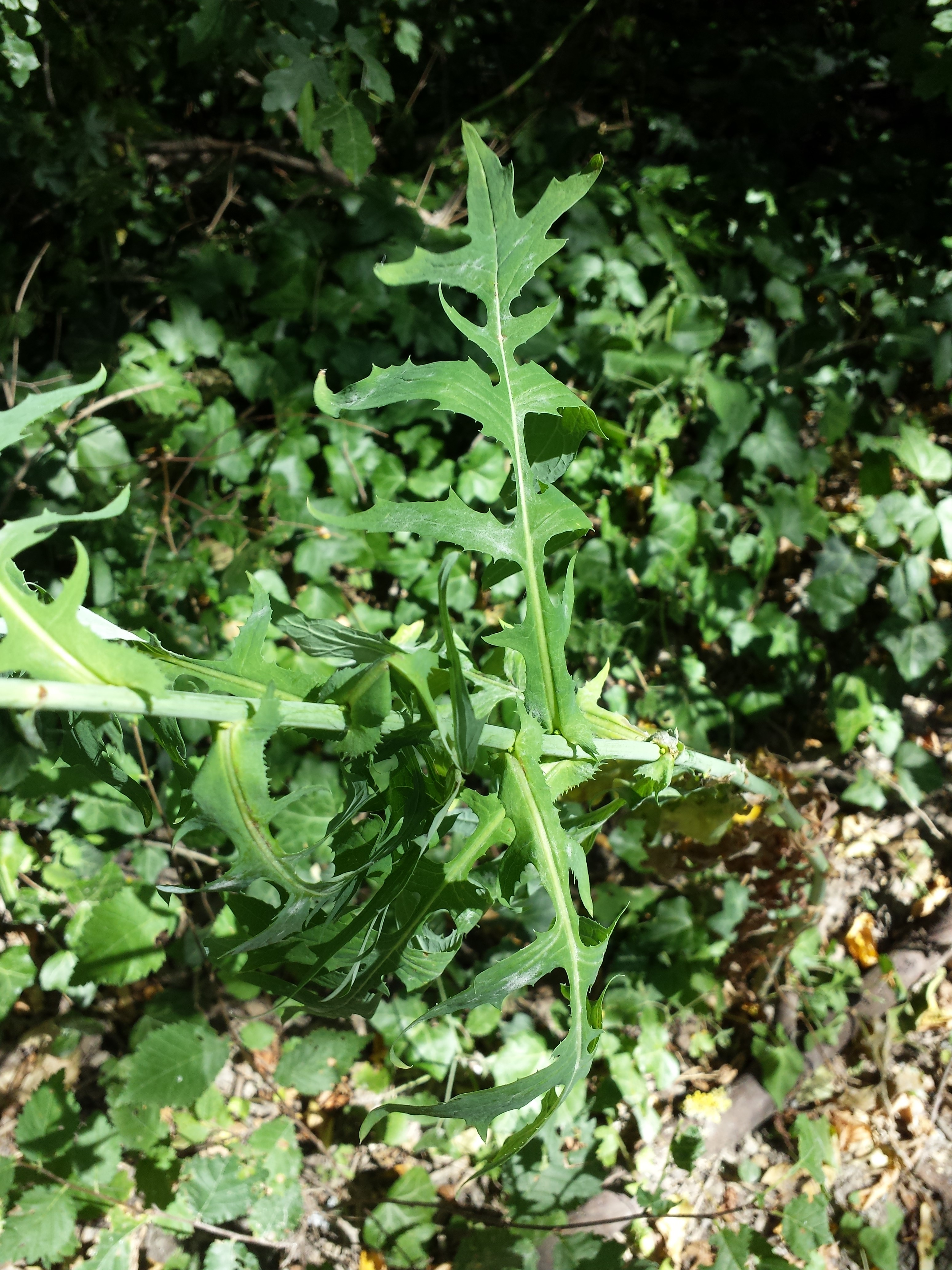
Lactuca quercina

## R
- Lactuca raddeana  Maxim.
- Lactuca rapunculoides  (DC.) C.B.Clarke
- Lactuca rechingeriana  (Tuisl) N.Kilian & Greuter
- Lactuca reviersii  Litard. & Maire
- Lactuca rostrata  (Blume) Kuntze
- Lactuca rosularis  Boiss.

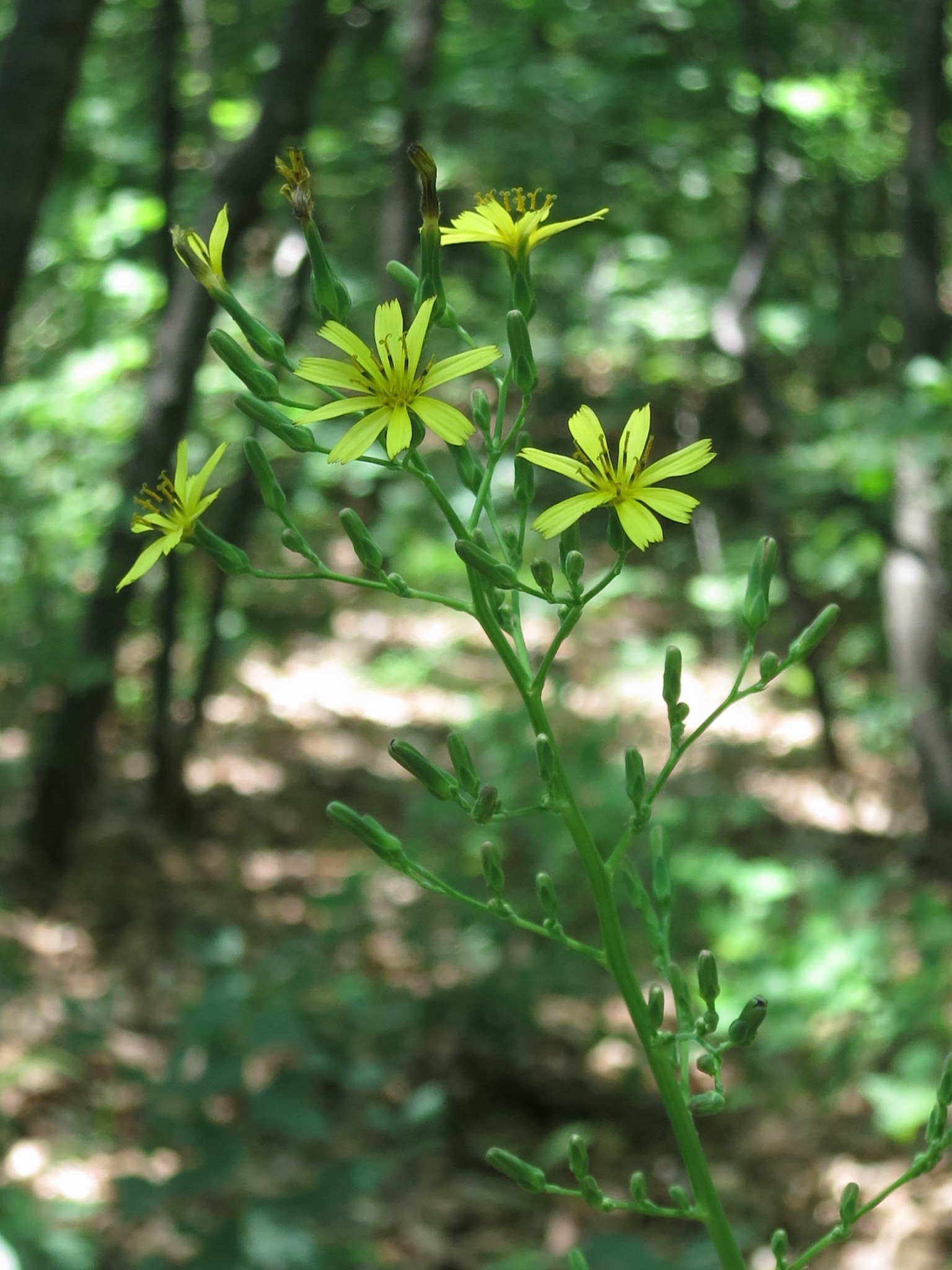
Lactuca raddeana

## S
- Lactuca saligna  L.
- Lactuca sativa  L.
- Lactuca scarioloides  Boiss.
- Lactuca schulzeana  Büttner
- Lactuca schweinfurthii  Oliv. & Hiern
- Lactuca serriola  L.
- Lactuca setosa  Stebbins ex C.Jeffrey
- Lactuca sibirica  (L.) Benth. ex Maxim.
- Lactuca singularis  Wilmott
- Lactuca songeensis  C.Jeffrey
- Lactuca spinidens  Nevski
- Lactuca stebbinsii  N.Kilian
- Lactuca stipulata  Stebbins

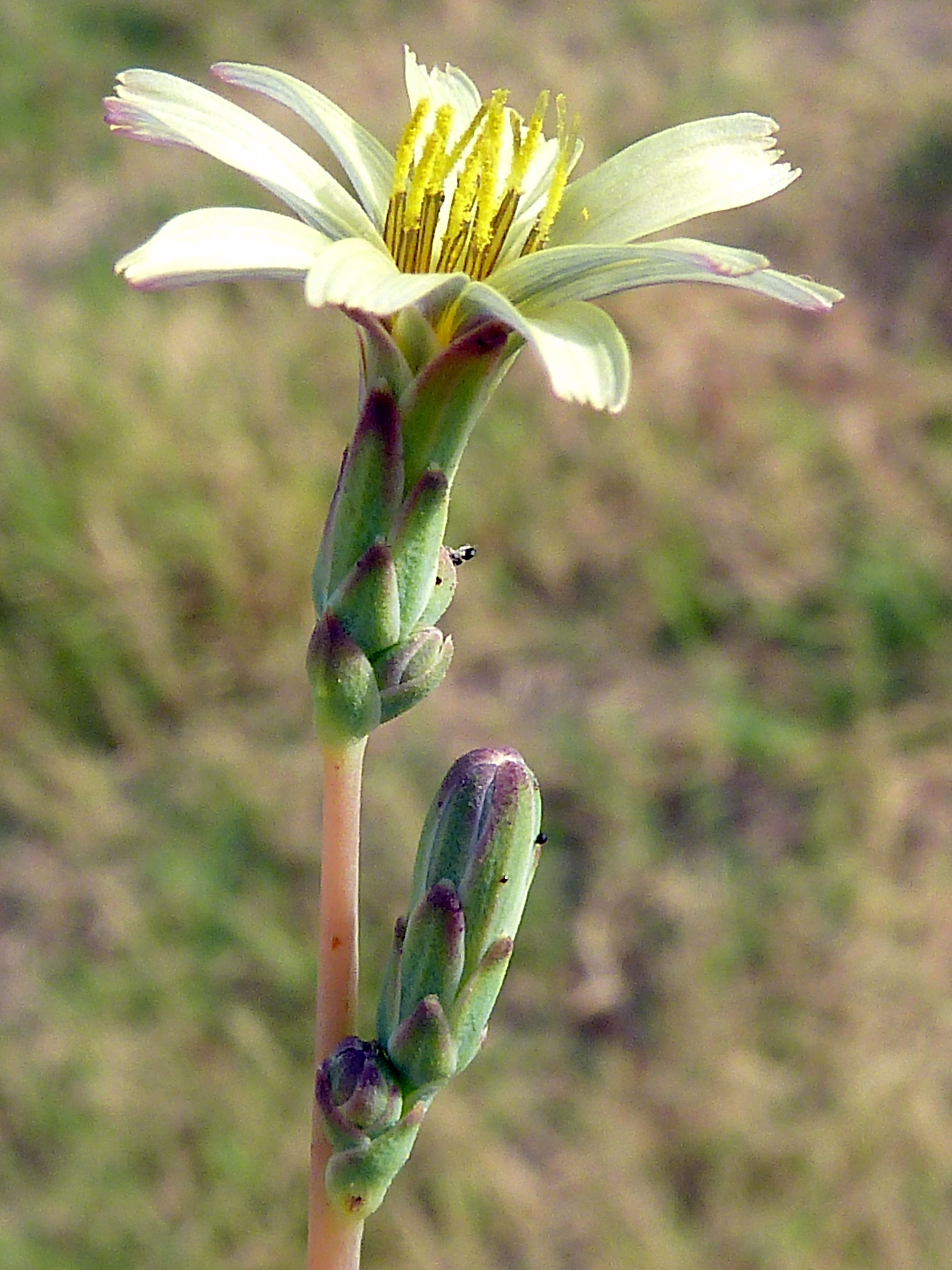
Lactuca saligna
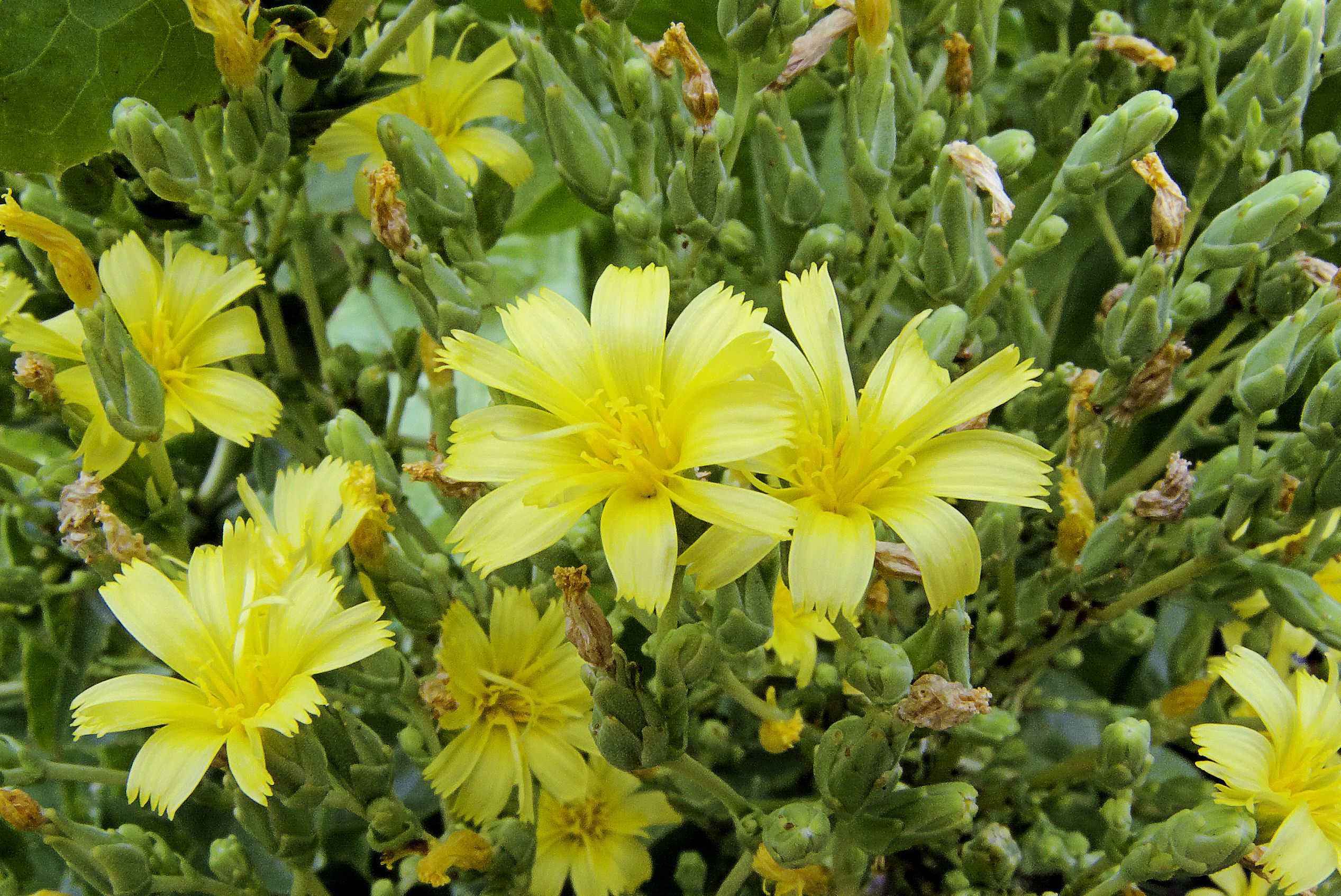
Lactuca sativa
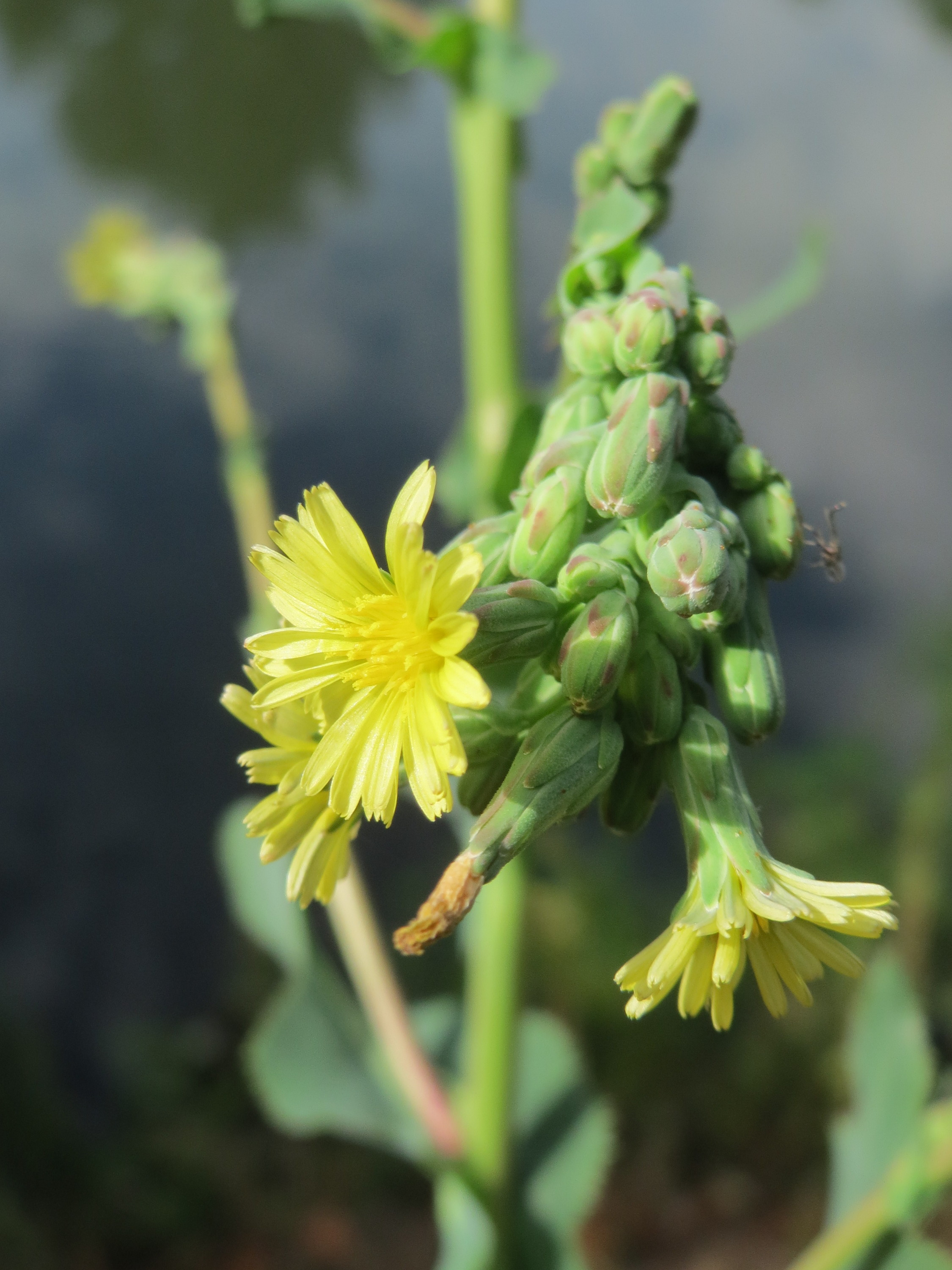
Lactuca serriola
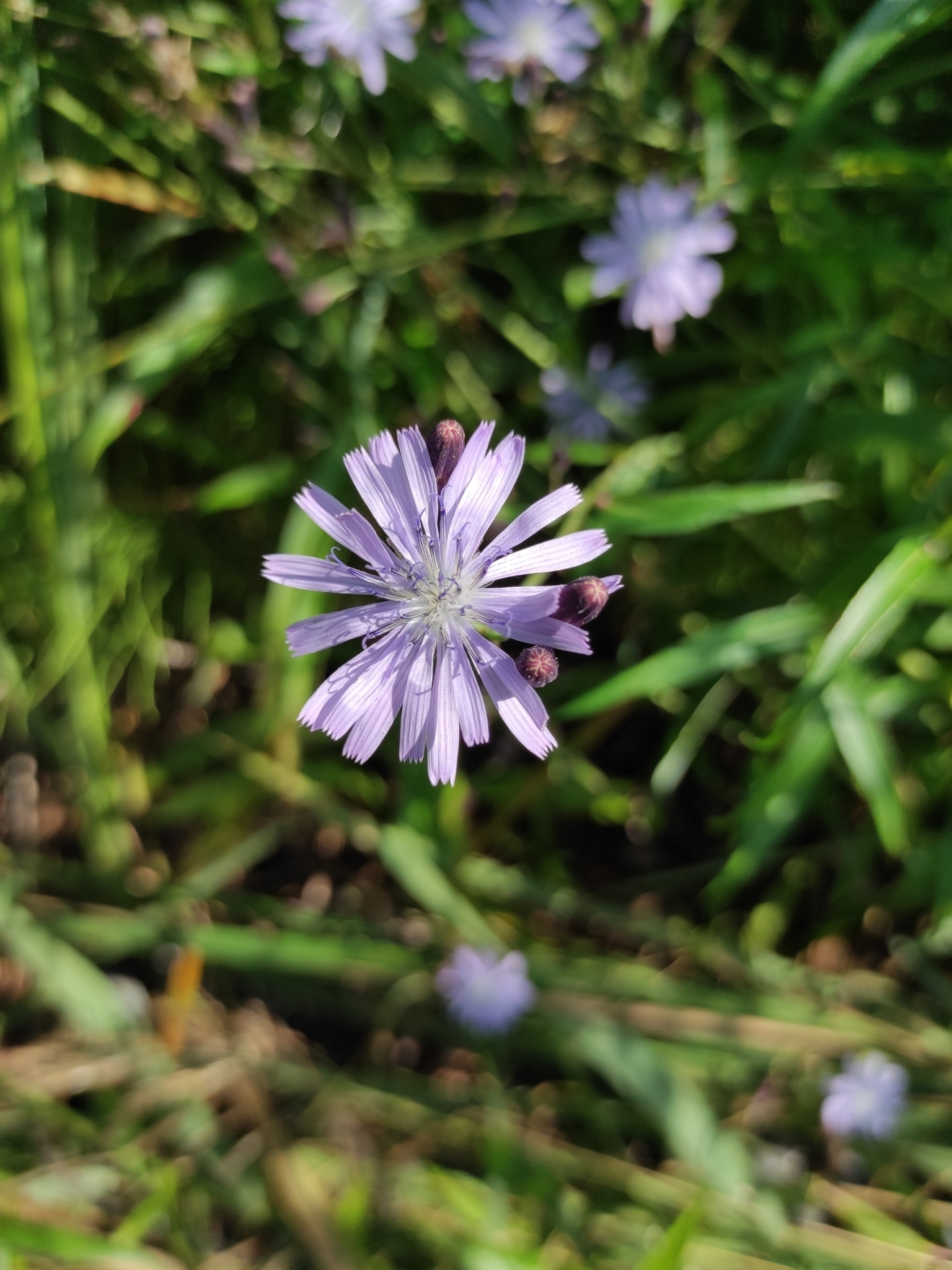
Lactuca sibirica

## T
- Lactuca takhtadzhianii  Sosn.
- Lactuca tatarica  (L.) C.A.Mey.
- Lactuca tenerrima  Pourr.
- Lactuca tetrantha  B.L.Burtt & P.H.Davis
- Lactuca tinctociliata  I.M.Johnst.
- Lactuca triangulata  Maxim.
- Lactuca tuberosa  Jacq.
- Lactuca tysonii  (E.Phillips) C.Jeffrey

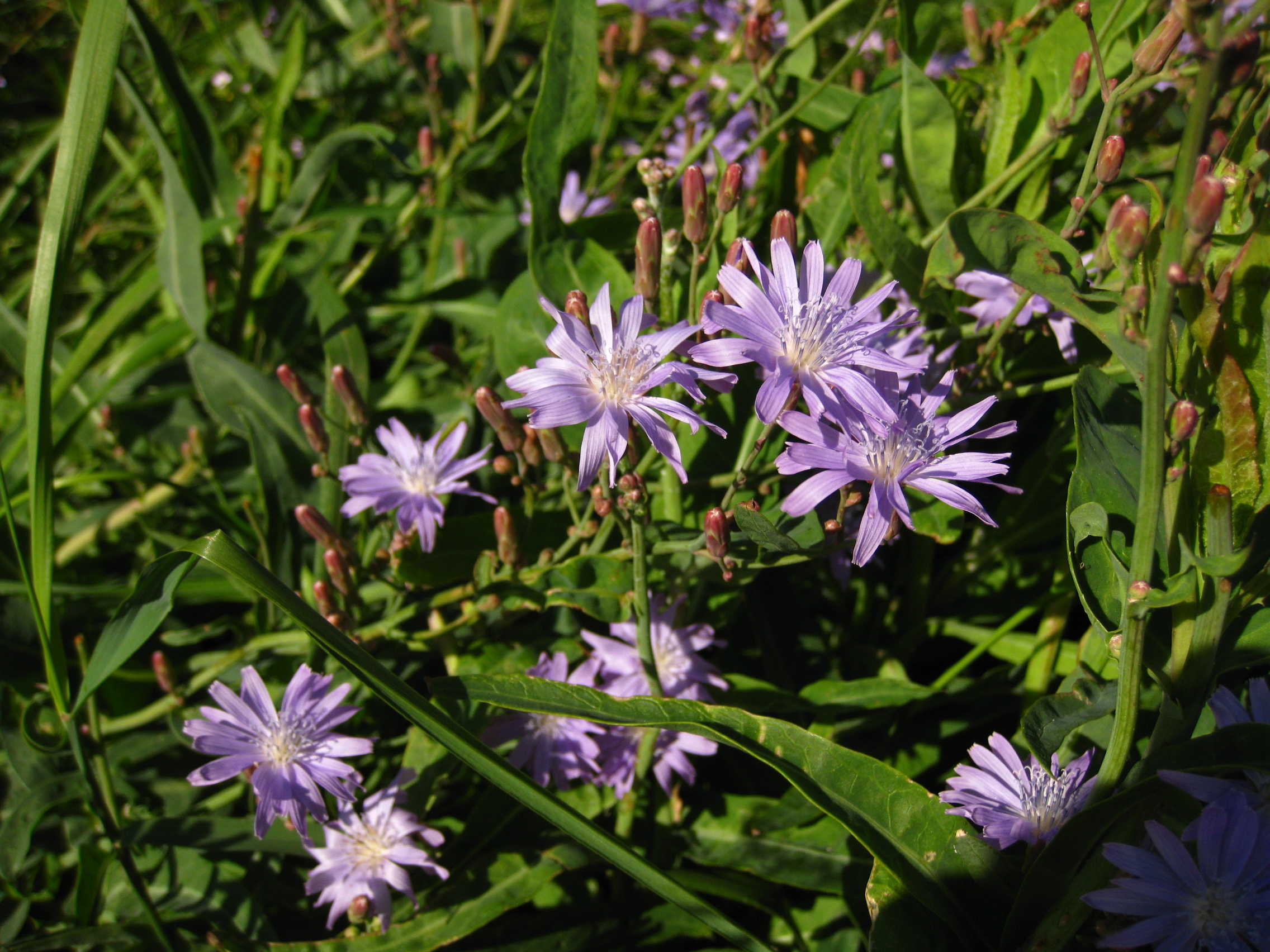
Lactuca tatarica
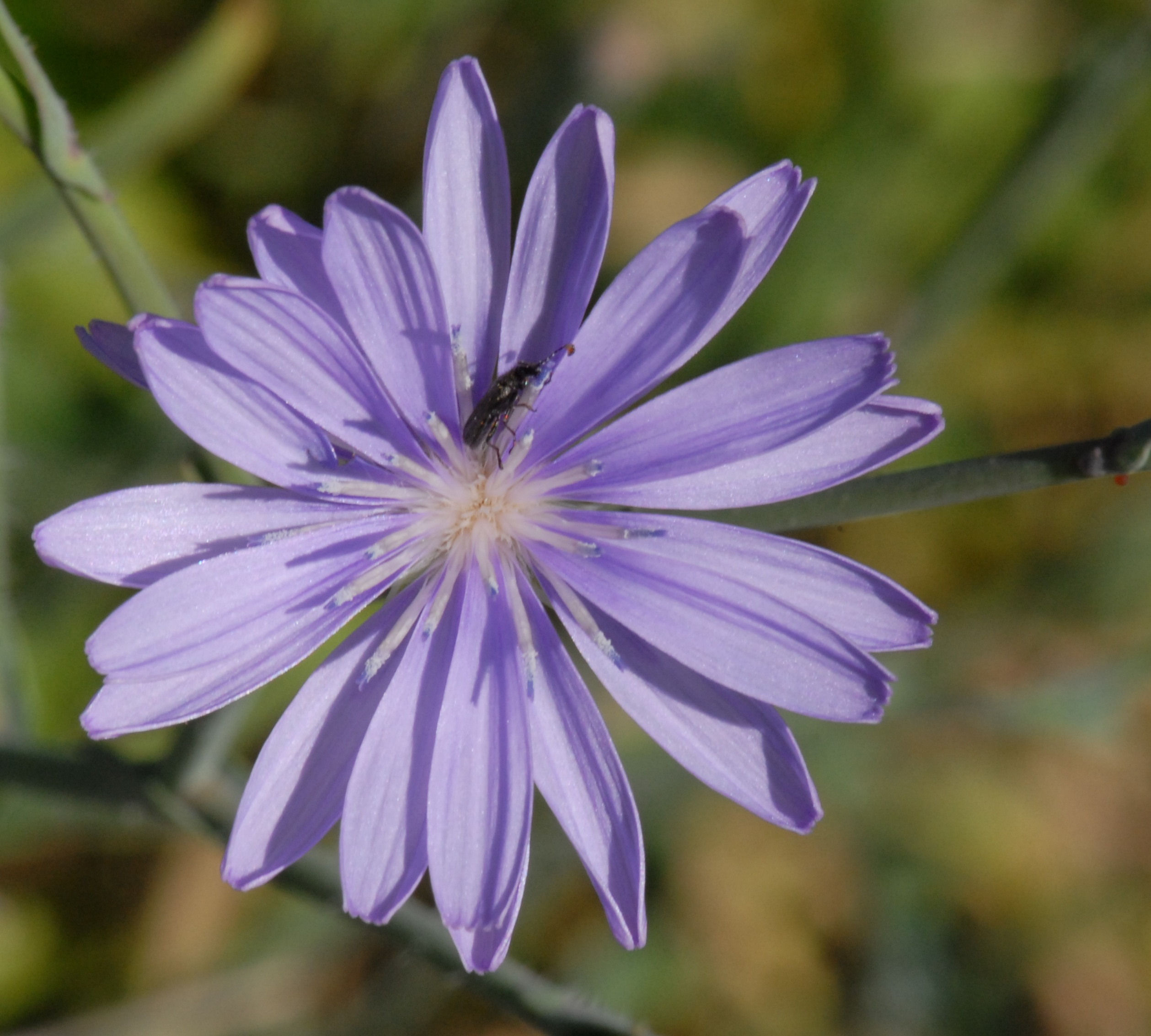
Lactuca tenerrima
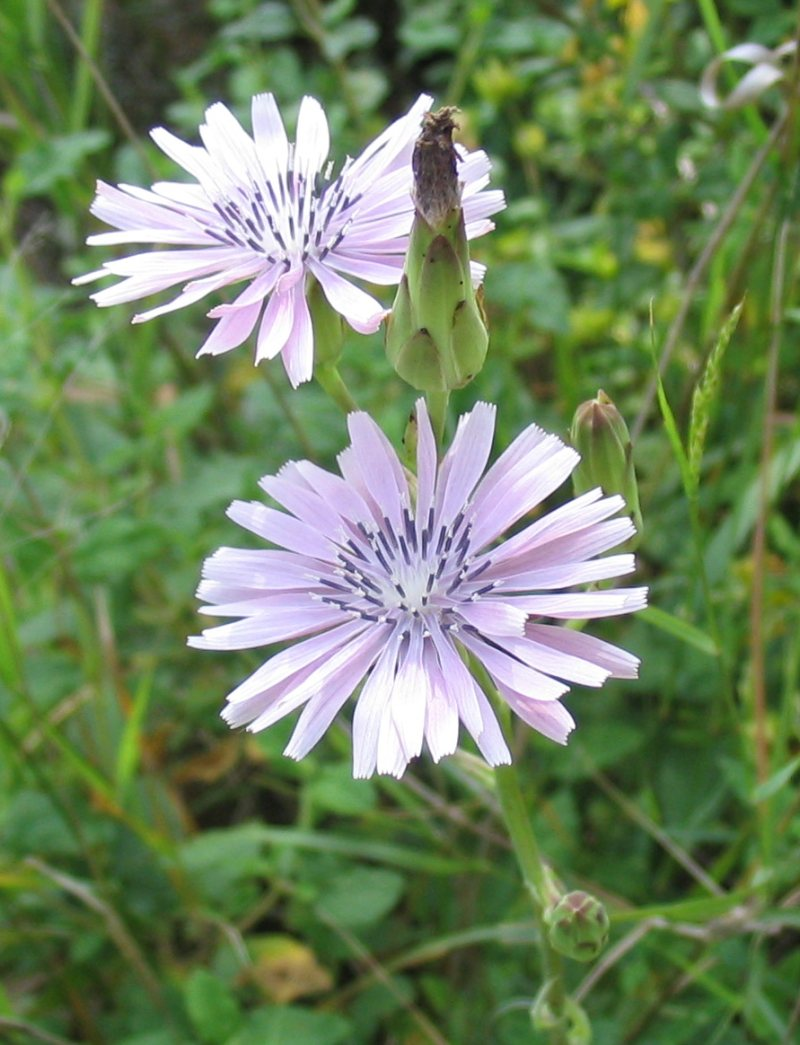
Lactuca tuberosa

## U
- Lactuca ugandensis  C.Jeffrey
- Lactuca undulata  Ledeb.

## V
- Lactuca viminea  (L.) J.Presl & C.Presl
- Lactuca virosa  L.

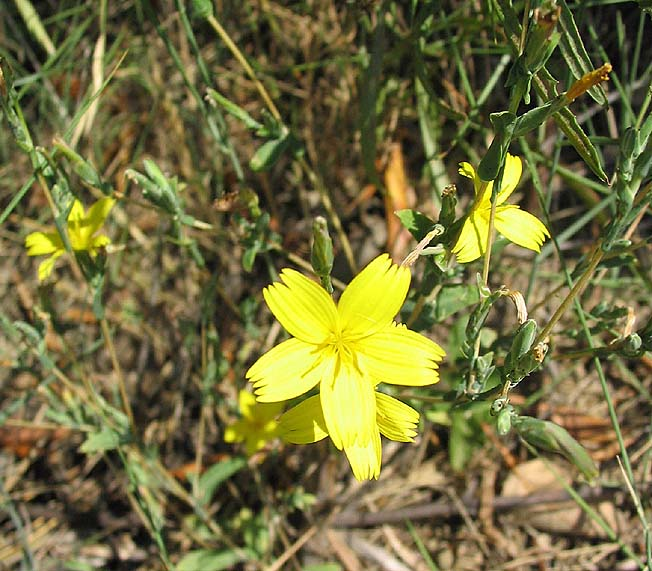
Lactuca viminea
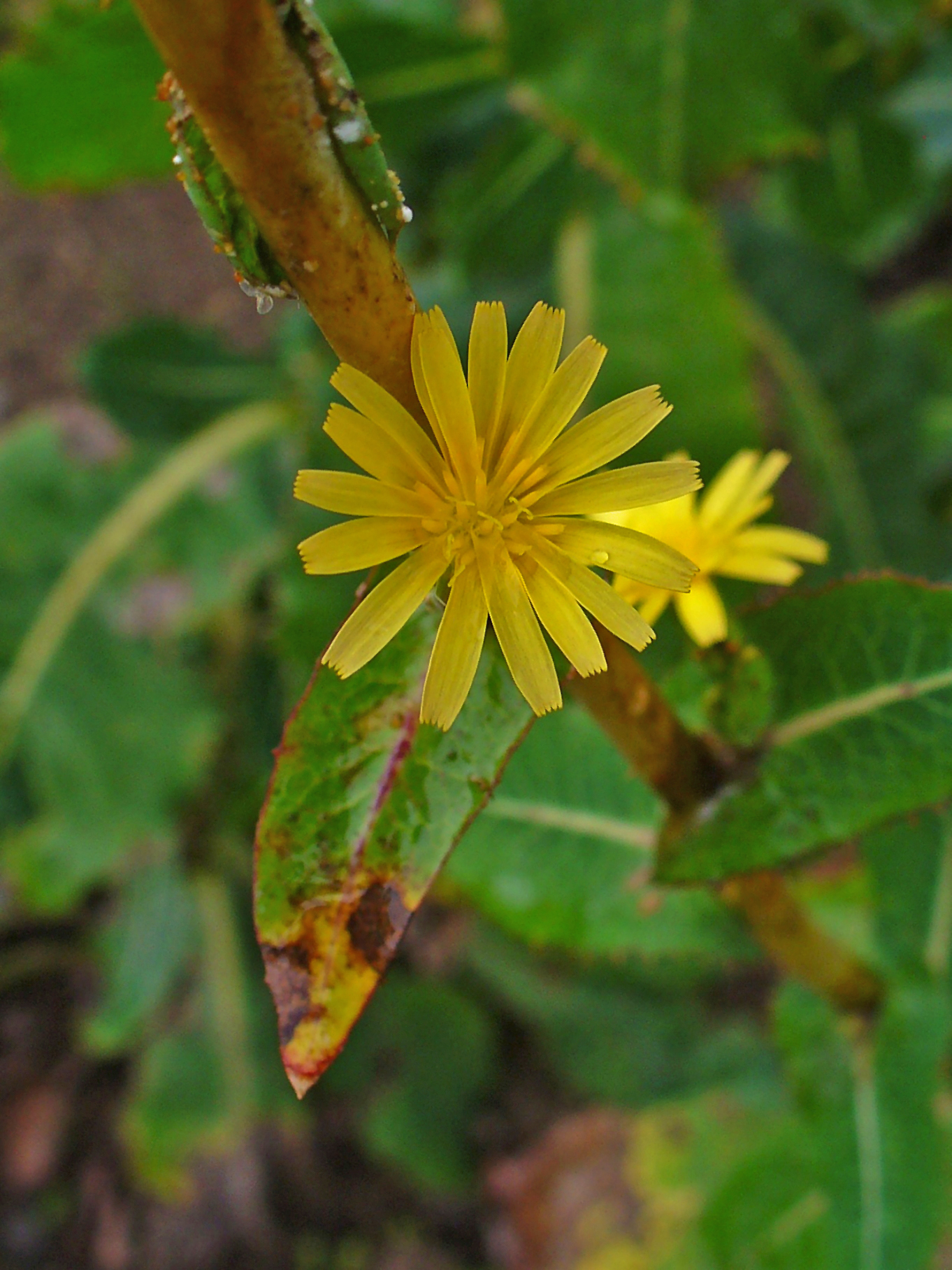
Lactuca virosa

## W
- Lactuca watsoniana  Trel.
- Lactuca winkleri  Kirp.

## Y
- Lactuca yemensis  Deflers

## Z
- Lactuca zambeziaca  C.Jeffrey